# Trichosomyia
Trichosomyia is een vliegengeslacht uit de familie van de zweefvliegen (Syrphidae).

## Soorten
- T. transatlanticus (Walker, 1849)